# Богураевское сельское поселение
Богураевское сельское поселение — муниципальное образование в Белокалитвинском районе Ростовской области.
Административный центр поселения — хутор Богураев.

## Административное устройство
В состав Богураевского сельского поселения входят:
- хутор Богураев
- станция Богураево
- посёлок Бондарный
- хутор Какичев
- хутор Мечетный
- посёлок Скальный
- хутор Чапаев

## Население
| 2010  | 2012  | 2013  | 2014  | 2015  | 2016  | 2017  |
| ----- | ----- | ----- | ----- | ----- | ----- | ----- |
| 4449  | ↘4317 | ↘4212 | ↘4083 | ↘4010 | ↘3938 | ↘3883 |
| 2018  | 2019  | 2020  | 2021  |       |       |       |
| ↘3852 | ↘3804 | ↘3761 | ↘3725 |       |       |       |